# Lucía Gajá
Lucía Mariana Gajá Ferrer, (1974) es una cineasta y documentalista mexicana, ha dirigido trabajos como Mi vida dentro (2007) y Soy (2004). Ha ganado diferentes premios por su trabajo entre los cuales destacan: Mejor Cortometraje Documental en la 47.ª entrega de los Premios Ariel y en el Festival Internacional de Cine de Morelia ha obtenido el reconocimiento a Mejor Documental Realizado por una Mujer y Mejor Largometraje Documental. En su trabajo se destaca su intención de contar historias de injusticias sociales que no siempre son retratadas.

## Trayectoria
Estudió Comunicación gráfica en la Universidad Nacional Autónoma de México (UNAM) y cinematografía en el Centro Universitario de Estudios Cinematográficos (CUEC) en la especialidad de dirección.
Así mismo cursó el taller de documental con Santiago Álvarez en la escuela de San Antonio de los Baños, Cuba y el Seminario con el documentalista Allan Miller y Patricio Guzmán.
Fue nominada a la beca Rockefeller, ha recibido apoyo de la Fundación Ford y fue becaria del programa Jóvenes Creadores del Fondo Nacional para la Cultura y las Artes (FONCA) 2009 con el proyecto “Cooperativa de cine marginal”.
Ha colaborado como asistente de dirección en largometrajes y cortometrajes con directores como Paul Leduc y Marisa Sistach.
El documental Soy (2004) fue su primer trabajo que le valió ganar en el 2005 el Premio Ariel de plata. Este documental narra las experiencias vividas por un grupo de adolescentes con parálisis cerebral.
Su ópera prima y el trabajo que la posicionó a nivel Internacional, fue el documental Mi vida dentro (2007), que documenta el juicio de Rosa, una mujer mexicana inmigrante que es encontrada culpable por el homicidio de un menor que cuidaba en Estados Unidos y sentenciada a 99 años, así mismo, el documental cuenta con entrevistas de Rosa dentro de su celda y con la familia de ella en México. A través de la lente de Rosa, Gajá logra filmar el racismo que impera en los servicios de justicia americanos.
Este documental logró despertar las conciencias por lo que se realizaron diferentes campañas para reunir recursos y poder pagarle un abogado a Rosa para lograr que el caso se re-abriera.
Algunos de sus trabajos han sido el proyecto “Cooperativa de cine marginal”, con apoyo del programa Jóvenes Creadores del Fondo Nacional para la Cultura y las Artes (FONCA) y Batallas íntimas, este documental relata los casos de cinco mujeres de diferentes partes del mundo que han sufrido violencia conyugal.
Ha sido docente en el Centro de Capacitación Cinematográfica así como de la Unidad de Vinculación Artística.

## Filmografía[12]
| Año  | Título                                                 | Notas |  |
| ---- | ------------------------------------------------------ | --- |  |
| 1997 | 1, 2, 3 por mi                                         | |  |
| 2001 | Albercas de agua caliente (documental para televisión) | |  |
| 2001 | Todos los aviones del mundo                            | |  |
| 2003 | Soy (documental)                                       | Nominada y ganadora del Premio Ariel de Plata                                                                               |  |
| 2007 | Mi vida dentro (documental)                            | Mejor Documental Realizado por una Mujer y a Mejor Largometraje Documental, en el Festival Internacional de Cine de Morelia |  |
| 2009 | Corto libre                                            | |  |
| 2016 | Batallas íntimas (documental)                          | |  |
| 2014 | Los topos                                              | |  |
| 2014 | Héroes cotidianos                                      | |  |
| 2016 | Nos faltan (documental)                                | |  |

## Premios

### Festival Internacional de Cine de Morelia
| Año  | Categoría                                | Documental     | Resultado |
| ---- | ---------------------------------------- | -------------- | --------- |
| 2007 | Mejor Documental                         | Mi vida dentro | Ganadora  |
| 2007 | Mejor Documental Realizado por una Mujer | Mi vida dentro | Ganadora  |

### Premios Ariel[5]
| Año  | Categoría                     | Película       | Resultado |
| ---- | ----------------------------- | -------------- | --------- |
| 2005 | Mejor cortometraje documental | Soy            | Ganador   |
| 2007 | Mejor largometraje documental | Mi vida dentro | Nominada  |

### Asociación de Mujeres en el Cine y la Televisión A.C
| Año  | Categoría   | Película       | Resultado |
| ---- | ----------- | -------------- | --------- |
| 2007 | Premio Musa | Mi vida dentro | Ganador   |

### Festival Internacional de Cine de Derechos Humanos (París, Francia)
| Año  | Categoría              | Película       | Resultado |
| ---- | ---------------------- | -------------- | --------- |
| 2007 | Gran premio del jurado | Mi vida dentro | Ganador   |

### Festival Internacional de Cine Independiente(Buenos Aires, Argentina)
| Año          | Categoría                                       | Película       | Resultado |
| ------------ | ----------------------------------------------- | -------------- | --------- |
| 10° festival | Primer lugar en la categoría “Derechos humanos” | Mi vida dentro | Ganador   |

### Festival Internacional de Documentales de Madrid, DocumentaMadrid
| Año | Categoría       | Película       | Resultado |
| --- | --------------- | -------------- | --------- |
| 5°  | Mejor Reportaje | Mi vida dentro | Ganador   |

### Premios de la Universidad Nacional Autónoma de México
| Año  | Categoría                                                                                                | Película | Resultado |
| ---- | --- | -------- | --------- |
| 2012 | Premio Universidad Nacional para Jóvenes Académicos en el Campo de la Creación y Extensión de la Cultura |          | Ganador   |
| 2024 | Reconocimiento "Sor Juana Inés de la Cruz"                                                               |          | Ganador   |